# Peter Sartain
James Peter Sartain (ur. 6 czerwca 1952 w Memphis) – amerykański duchowny katolicki, arcybiskup Seattle w latach 2010–2019.
Jest najmłodszy z piątki rodzeństwa. Po ukończeniu seminarium w St. Meinrad w stanie Indiana przyjął święcenia kapłańskie dnia 15 lipca 1978. Jeszcze przed ordynacją, jak również będąc już kapłanem studiował na uczelniach rzymskich. Na Uniwersytecie Św. Tomasza uzyskał licencjat z teologii, a także licencjat z teologii ze specjalizacją w teologii sakramentalnej na Ateneum S. Anselmo. Po powrocie do rodzinnej diecezji Memphis w roku 1979, pełnił funkcje proboszcza w parafiach Matki Boskiej Bolesnej w Memphis, a także w parafii św. Ludwika (1992–2000). Ponadto od roku 1981 sprawował wiele funkcji w diecezji, będąc m.in. dyrektorem ds. powołań, kanclerzem, moderatorem kurii i wikariuszem generalnym. Od 9 września 1992 do 5 maja 1993 był administratorem diecezji w okresie sede vacante.
4 stycznia 2000 otrzymał nominację na biskupa diecezji Little Rock. Sakry udzielił mu arcybiskup Eusebius Beltran, ówczesny metropolita Oklahoma City. 16 maja 2006 przeniesiony został na biskupstwo Joliet w Illinois. 16 września 2010 mianowany arcybiskupem Seattle. Ingres miał miejsce 1 grudnia tego samego roku w katedrze metropolitalnej św. Jakuba w Seattle. Paliusz otrzymał z rąk papieża Benedykta XVI w dniu 29 czerwca 2011 roku.
3 września 2019 przeszedł na emeryturę.